# Xã Sage, Michigan
Xã Sage (tiếng Anh: Sage Township) là một xã thuộc quận Gladwin, tiểu bang Michigan, Hoa Kỳ. Năm 2010, dân số của xã này là 2.457 người.